# Parque natural nacional de los Cárpatos
El parque natural nacional de los Cárpatos (en ucraniano: Карпа́тський націона́льний приро́дний парк) es un parque nacional ubicado en el óblast de Ivano-Frankivsk, Ucrania. El parque fue creado el 3 de junio de 1980 para proteger los paisajes provistos por los montes Cárpatos. El centro administrativo del parque se encuentra en Yaremche. El parque nacional natural de los Cárpatos es el primero de los parques nacionales de Ucrania y uno de los mayores parques nacionales del país.
El parque tiene un área de 515.7 km², de los cuales 383.4 km² tienen prohibida toda actividad económica. La zona que abarca el parque se encuentra compartida entre los raiones de Nadvirna y Verkhovyna, ubicados al suroeste del óblast de Ivano-Frankivsk y limitando con el de Zakarpattia. El parque se encuentra en la zona más elevada de los Cárpatos ucranianos, en las pendientes orientales de las cuencas de los ríos Prut (cuyas nacientes se encuentran en el parque) y Black Cheremosh, siendo el monte Hoverla (ubicado en el límite del parque, en el raión de Verkhovyna) el punto de mayor elevación de Ucrania (2061 m). El punto más bajo se encuentra a 500 m s. n. m.

## Historia
La zona que ocupa el Parque nacional natural de los Cárpatos fue habitada en la Antigüedad por los hutsules y contiene varios monumentos históricos y arquitectura, incluidos edificios históricos construidos de madera.
En 1921, se creó una reserva natural en las zonas más elevadas de los Cárpatos ucranianos, la reserva originalmente tenía una superficie de 4.47 km². En 1968, fue fusionada en la nueva Reserva de la biosfera de los Cárpatos. El parque nacional natural de los Cárpatos fue creado en 1980 mediante un decreto del Consejo de Ministros de la República Socialista Soviética de Ucrania, e incluye casi la mitad del área que anteriormente correspondía a la Reserva de los Cárpatos. El parque es una unidad independiente subordinada al Ministerio de Ecología y Recursos Naturales de Ucrania.
El parque es un importante destino turístico, y posee unos 50 sendas que recorren sus paisajes.

## Flora
El entorno del parque incluye zonas de praderas alpinas y bosques. Las tres especies de árboles más comunes en el parque son abeto blanco, haya común y picea. La cascada Huk, con una caída de 84 m es la cascada con mayor salto en los Cárpatos ucranianos. Hay dos lagos de origen glaciar.

## Galería

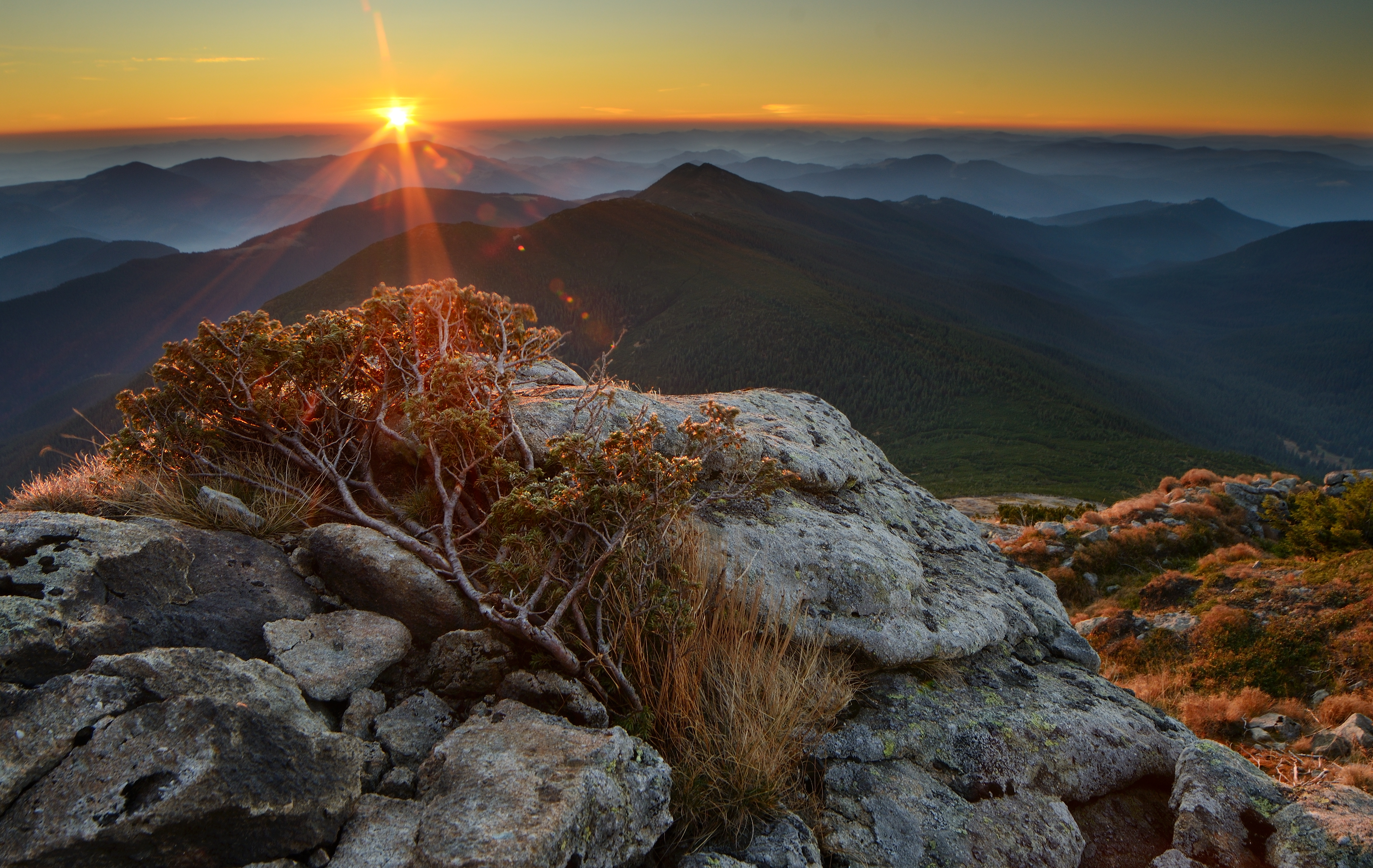
Monte Smotrych
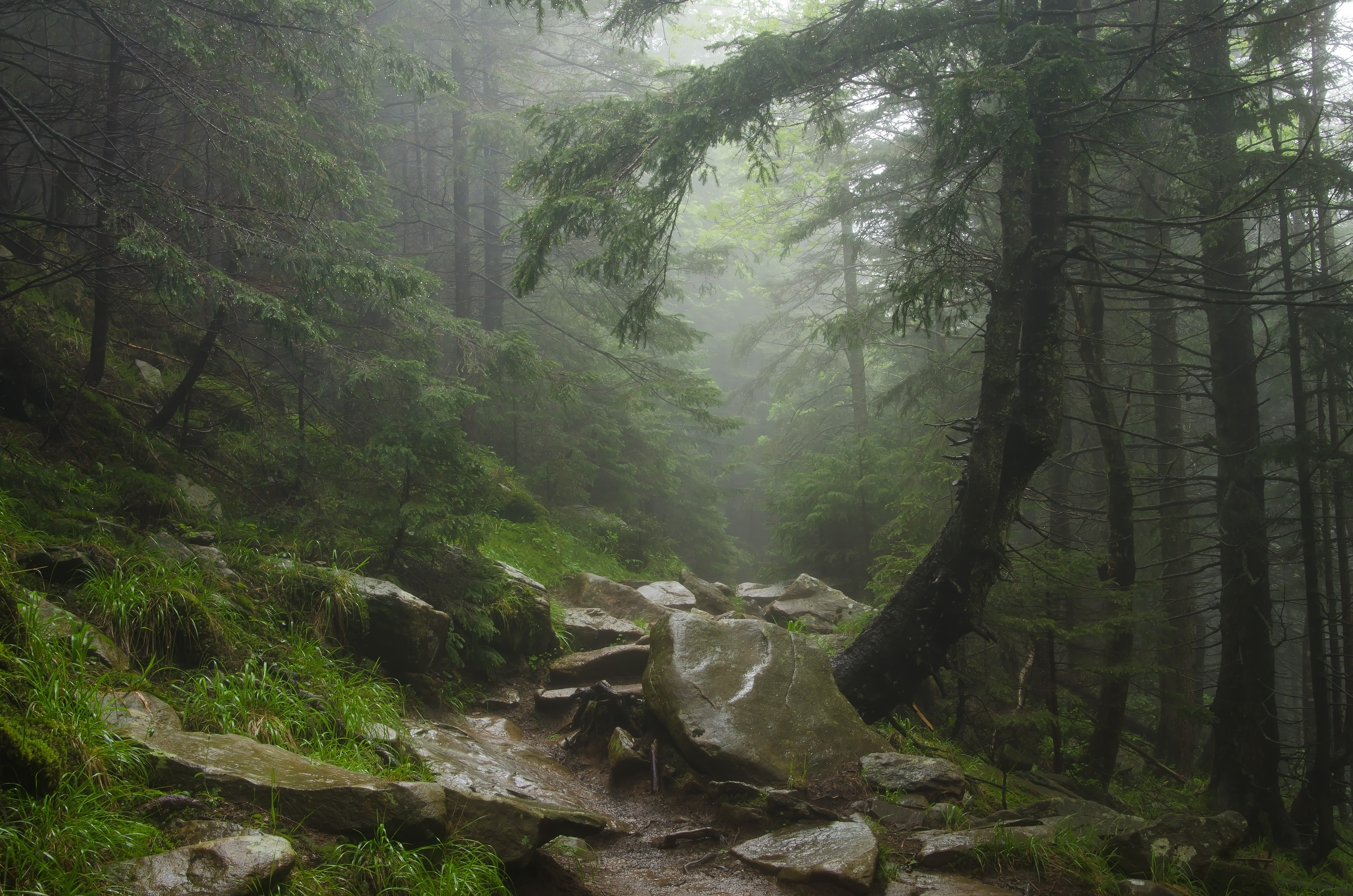
Yaremchan
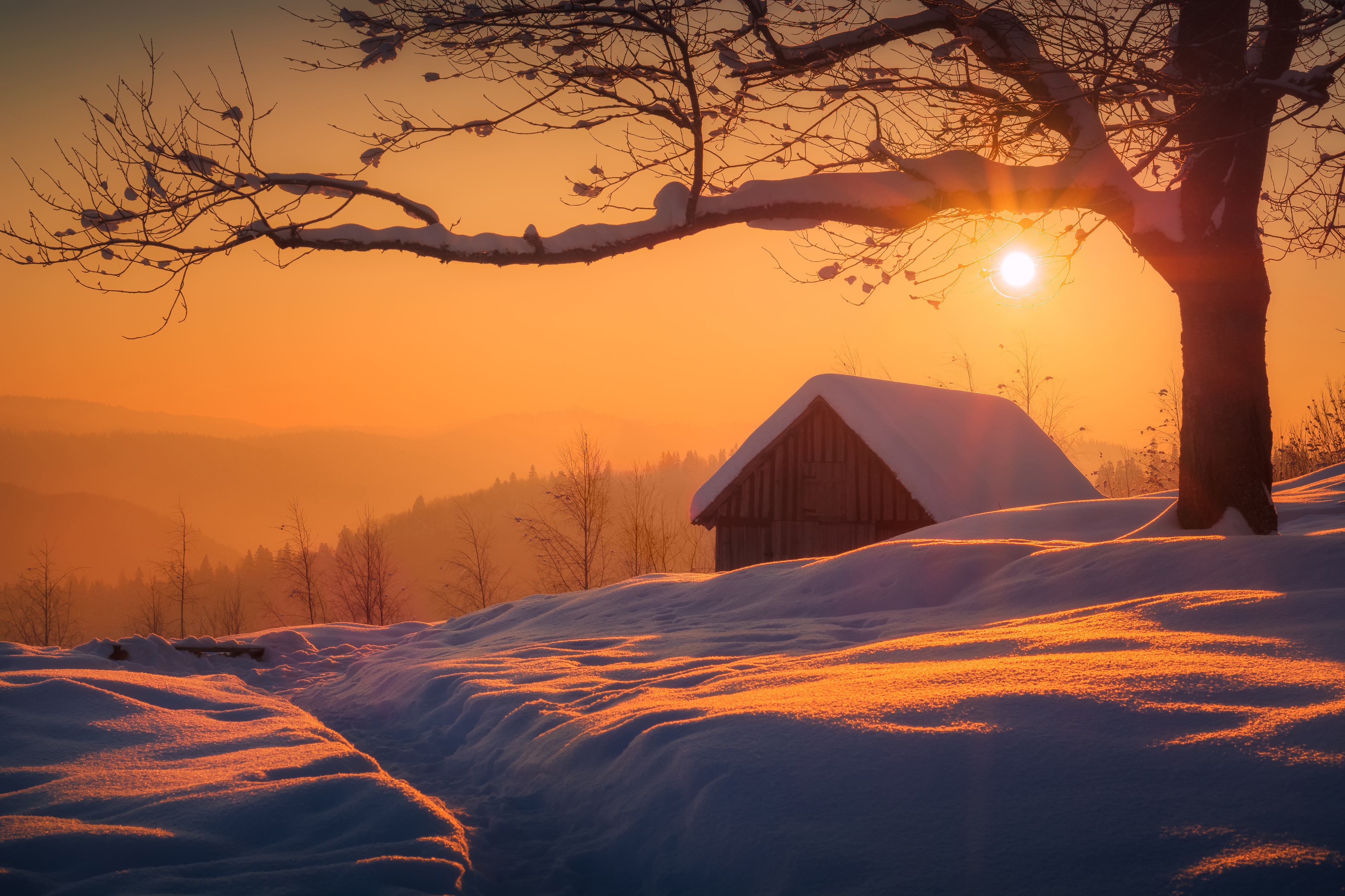
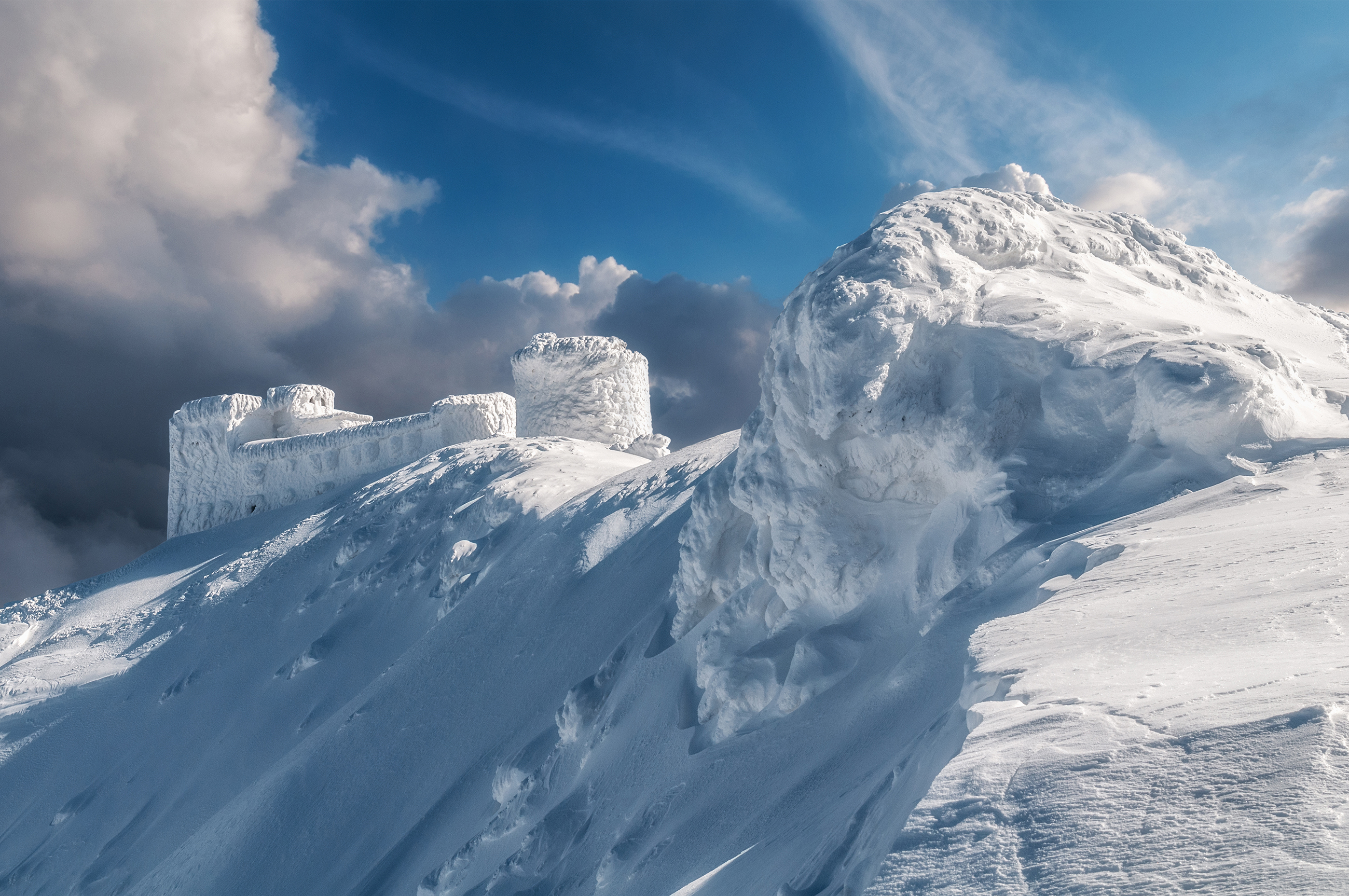
Білий Слон «Elefante blanco»